# Mezzanino (Italia)
Mezzanino (Msané in dialetto oltrepadano) è un comune italiano di 1 393 abitanti della provincia di Pavia in Lombardia. Si trova nella pianura dell'Oltrepò Pavese, alla destra del Po, di fronte alla confluenza del Ticino (appartiene al parco regionale della valle del Ticino).

## Storia
Mezzanino sorse probabilmente su un'isoletta del Po (questo è infatti il significato del toponimo mezzana assai diffuso lungo il fiume). Nel XVII secolo certamente era già nell'Oltrepò, ma in precedenza si trovava a nord del fiume, e fino a tutto il XVIII secolo era amministrativamente unito al Siccomario.
Le prime citazioni di Mezzanino datano dal XV secolo, quando è citato insieme a Tovo, che costituiva uno dei più importanti punti di transito del Po nel territorio pavese (tuttora ricordato da una cascina di Verrua Po, che però non è nel luogo originario). Alla stessa epoca risalgono le prime citazioni di Venesia, che fu un non piccolo centro presso il Po. Nel XVIII secolo erano comuni, oltre a Mezzanino, anche Venesia e inoltre Bovina e Castellazzo Busca.
I primi due, decaduti per la vicinanza del fiume che causava gravi distruzioni, furono annessi a Mezzanino in epoca napoleonica: Venesia fu poi completamente distrutto da un'alluvione nel 1890.
Il comune di Castellazzo Busca fu abolito nel 1818. Corrispondeva all'attuale frazione Busca, in prossimità della quale, dopo la costruzione del Ponte della Becca, si è sviluppato il nuovo centro di Tornello.

### Simboli
Lo stemma e il gonfalone sono stati concessi con decreto del presidente della Repubblica dell'11 gennaio 2002.
Il gonfalone è un drappo di azzurro.

## Società

### Evoluzione demografica
Abitanti censiti